# کلرات باریم
کلرات باریم (به انگلیسی: Barium chlorate) با فرمول شیمیایی Ba(ClO۳)۲ یک ترکیب شیمیایی با شناسه پاب‌کم ۲۶۰۵۹ است. که جرم مولی آن 304.23 g/mol می‌باشد. شکل ظاهری این ترکیب، جامد سفید است.